# Łęczna

Stadens vapen

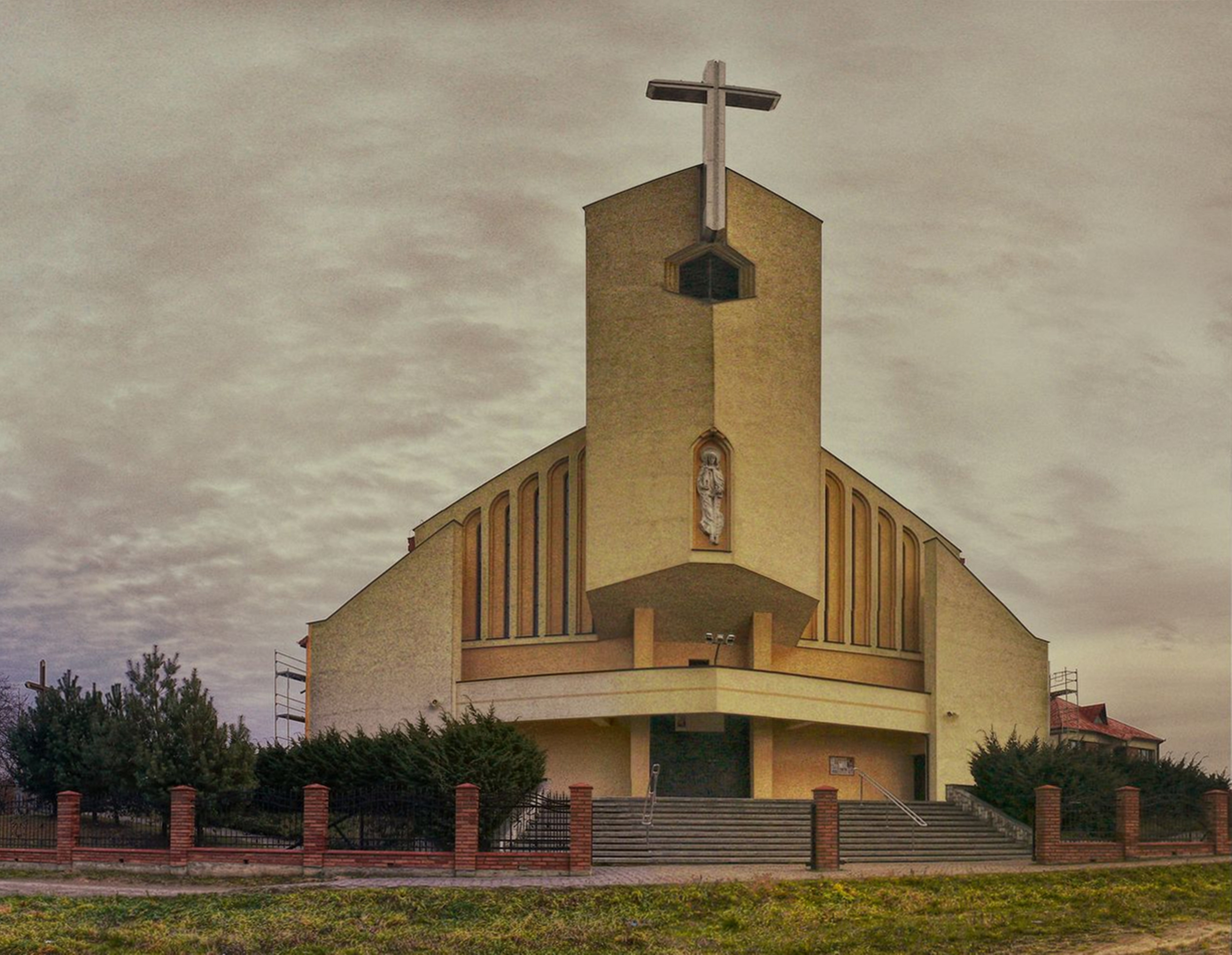
Kyrka i Łęczna

Łęczna är en stad i vojvodskapet Lublin i sydöstra Polen, med en befolkning på 21 689 människor (2006).

## Historia
Staden grundades av Jan Tarnowski på 1500-talet. Staden kom sedermera att bli ett av Polens viktigaste centra för häst- och boskapshandel. 
Efter Polens delningar inlemmades staden i Österrike 1795, senare (1809) blev den en del av hertigdömet Warszawa för att sex år senare ingå i den ryska marionettstaten Kongresspolen. När Polen 1918 återfick sin självständighet blev staden polsk.
Under den nazityska förintelsen förintades Łęcznas judiska befolkning.